# António Lopes Ribeiro
António Filipe Lopes Ribeiro (Lisboa, 16 de abril de 1908-Lisboa, 14 de abril de 1995) fue un cineasta portugués.

## Biografía
Nació en 1908 en la freguesia de Corazón de Jesús (Lisboa), era hijo de Manuel Henrique Correia da Silva Ribeiro y de su esposa Esther Nazareth Walbeehm Lopes Ribeiro. Fue hermano del actor Ribeirinho. A los 17 años inició sus comienzos en la crítica cinematográfica, en el Diário de Lisboa, y fundó varias revistas dedicadas a la crítica cinematográfica. Debutó como director con el documental Bailando ao Sol (1928) tres años después.
De 1940 a 1970, parte de su obra cinematográfica se dedica a los actos oficiales del Estado Nuevo, siendo por eso conocido como "cineasta del régimen". Algunos ejemplos de esta faceta de Lopes Ribeiro son La Revolución de Mayo (1937), el Hechizo del Imperio (1940) o Manifestación Nacional a Salazar (1941). El 22 de julio de 1940, fue distinguido con el grado de Oficial de la Orden Militar de Sant'Iago de la Espada.
Además de estas dos actividades, António Lopes Ribeiro fue productor de cine ( fue el fundador de Produções Lopes Ribeiro en 1941), así como periodista, guionista y profesional de la televisión ya que, desde 1957, (fue presentador del programa Museu do Cinema, en RTP, desde 1961 a 1974), figura de la radio y el teatro.
Dirigió la revista de cine Animatógrafo y su nombre consta de la lista de colaboradores de la revista de cine Movimiento. (1933-1934) y también de la revista lusitano-brasileña  Atlântico.

## Vida privada
Se casó con Estela Martins, en 19 de noviembre de 1930, de quien se divorciaría. En 4 de septiembre de 1941, se casó con Elisa Correa de Matos. Quedó viudo en 14 de marzo de 1978.

## Filmografía (realizador)
- Dia de Portugal na Expo'70 (1970)
- Portugal de Luto na Morte de Salazar (1970)
- Portugal na Expo'70 (1970)
- Casa Bancária Pinto de Magalhães (1963)
- Instituto de Oncologia (1963)
- I Salão de Antiguidades, O (1963)
- Artes ao Serviço da Nação, As (1962)
- Arte Sacra (1960)
- Indústrias Regionais (1960)
- Monumentos de Belém, Os (1960)
- Mosteiros Portugueses (1960)
- O Primo Basílio (1959)
- Comemorações Nacionais (1958)
- Portugal na Exposição Universal de Bruxelas (1958)
- 30 Anos com Salazar (1957)
- A Gloriosa Viagem ao Brasil (1957)
- A Rainha Isabel II em Portugal (1957)
- A Viagem Presidencial ao Brasil (1957)
- A Visita a Portugal da Rainha Isabel II da Grã-Bretanha (1957)
- A Visita do Ministro Paulo Cunha aos Portugueses da Califórnia (1956)
- A Visita do Chefe do Estado à Ilha da Madeira (1955)
- Cortejos de Oferendas (1953)
- Jubileu de Salazar, O (1953)
- A Viagem Presidencial a Espanha (1953)
- A Celebração do 28 de Maio de 1952 (1952)
- Rodas de Lisboa, As (1951)
- Frei Luís de Sousa (1950)
- Algarve d'Além-Mar (1950)
- Casas para Trabalhadores (1950)
- A Festa dos Tabuleiros em Tomar (1950)
- Segurança Social e Assistência Médica (1950)
- Serviços Médico-Sociais (1950)
- Trabalho e Previdência (1950)
- Estampas Antigas de Portugal (1949)
- Só Tem Varíola Quem Quer (1949)
- Lisboa de Hoje e de Amanhã (1948)
- Anjos e Demónios (1947)
- Cortejo Histórico de Lisboa, O (1947)
- A Vizinha do Lado (1945)
- Ilhas Crioulas de Cabo Verde, As (1945)
- A Morte e a Vida do Engenheiro Duarte Pacheco (1944)
- Amor de Perdição (1943)
- Portugal na Exposição de Paris de 1937 (1942)
- O Pai Tirano (1941)
- Feitiço do Império (1940)
- Guiné, Berço do Império (1940)
- Exposição Histórica da Ocupação (1938)
- A Revolução de Maio (1937)
- Fogos Reais na Escola Prática de Infantaria (1935)
- Gado Bravo (1934)
- A Preparação do Filme 'Gado Bravo' (1933)
- Curso de Oficiais Milicianos em Mafra (1932)
- Uma Batida em Malpique (1929)
- Bailando ao Sol (1928)

## Documentales del Estado Novo[5]
- Viaje de Su Excelencia el Presidente de la República a Angola (1939);
- Las Fiestas del Doble Centenario (1940);
- La Manifestación Nacional a Salazar (Periódico Portugués n.º 25) (1941);
- La Exposición del Mundo Portugués (1941);
- 10 de junio: Inauguración del Estadio Nacional (1944);
- La Manifestación la Carmona y Salazar Por la Paz Portuguesa (Periódico Portugués n.º 52) (1945);